# Autores chilenos
Autores chilenos è un album del gruppo musicale cileno Inti-Illimani, pubblicato nel 1971.

## Descrizione
Programmaticamente questo LP rivolge la sua attenzione ad alcuni degli autori cileni più interessanti emersi negli anni sessanta. Il gruppo pertanto interpreta brani di Violeta Parra, Víctor Jara e Sergio Ortega (su testo di Pablo Neruda). 
Accanto al gruppo in questo progetto c'è il compositore cileno Luis Advis responsabile degli arrangiamenti (tranne il brano Charagua, arrangiato da Víctor Jara e il brano Tatatí arrangiato da Horacio Salinas sotto la supervisione dello stesso Advis) e della direzione musicale e a casa del quale il disco venne lungamente provato.
Fu lui a proporre agli Inti-Illimani di lavorare assieme dopo la positiva esperienza del precedente disco Canto al programa.
Da questo LP entra nella strumentazione del gruppo il tiple colombiano, comprato durante un recente tour in Colombia e che acquista subito un ruolo centrale nel suono del gruppo, particolarmente nei due brani strumentali del disco: Tatatí e Charagua. 
Nella formazione entra, a partire da questo disco, il polistrumentista José Seves, conosciuto dal gruppo durante un tour in Ecuador e con il quale avevano collaborato nel suo disco Anita y José realizzato in coppia con Anita Pradenas. Negli anni a venire diverrà una delle voci più riconoscibili e amate del gruppo.
Questo LP non è mai stato distribuito in Italia, nel 2000 in Cile la Warner Music Chile lo ha riedito in CD (con nuovi master elaborati a partire da copie in vinile) aggiungendoci come bonus tracks le tracce degli Inti-Illimani presenti nel disco A la revolución Mexicana. Anche questo CD però non è mai stato distribuito sul suolo italico.
Il disco fu pubblicato, in tempi diversi, in svariati paesi del mondo, sempre con identica track-list (tranne l'edizione inglese che ha un diverso ordine dei brani), ma con le copertine a volte cambiate e, in alcuni casi, anche con il titolo modificato.

## Tracce
1. Run Run se fue pa'l norte – 4:28 (Violeta Parra)
2. La exiliada del sur – 3:27 (testo: Violeta Parra – musica: Patricio Manns)
3. Tatatí – 3:19 (Horacio Salinas)
4. Rin del angelito – 3:23 (Violeta Parra)
5. Ya parte el galgo terrible – 3:04 (testo: Pablo Neruda – musica: Sergio Ortega)
6. Lo que más quiero – 3:23 (testo: Violeta Parra – musica: Isabel Parra)
7. Volver a los 17 – 4:00 (Violeta Parra)
8. Charagua – 3:01 (Víctor Jara)
9. Corazón maldito – 2:58 (Violeta Parra)
10. El aparecido – 3:33 (Víctor Jara)

Durata totale: 34:36

## Formazione
- Jorge Coulón: voce, chitarra
- Max Berrú: voce, bombo, pandero, maracas
- Horacio Salinas: chitarra, tiple, voce
- Horacio Duran: charango, tiple, voce
- Ernesto Pérez De Arce: quena, voce
- José Seves: voce, chitarra, quena

### Collaboratori
- Vicente e Antonio Larrea - copertina
- Luis Advis - direzione e arrangiamenti

## Edizioni
- 1971 - Autores chilenos (DICAP JJL-13, LP mono, Cile)
- 1971 - Autores chilenos (Promecin, LP-001, LP, Venezuela)
- Autores chilenos (Vrije Muziek, JJL-13, LP stereo, Paesi Bassi)
- 1975 - Chile (Transatlantic records, XTRA 1152, LP stereo, Regno Unito)
- Chile (Electric records, ELEC-4340, LP, Australia)
- 2000 - Autores chilenos (Warner Music Chile, 8573 84986-2, CD, Cile)